# Gutenbergstraße 16 (Weimar)

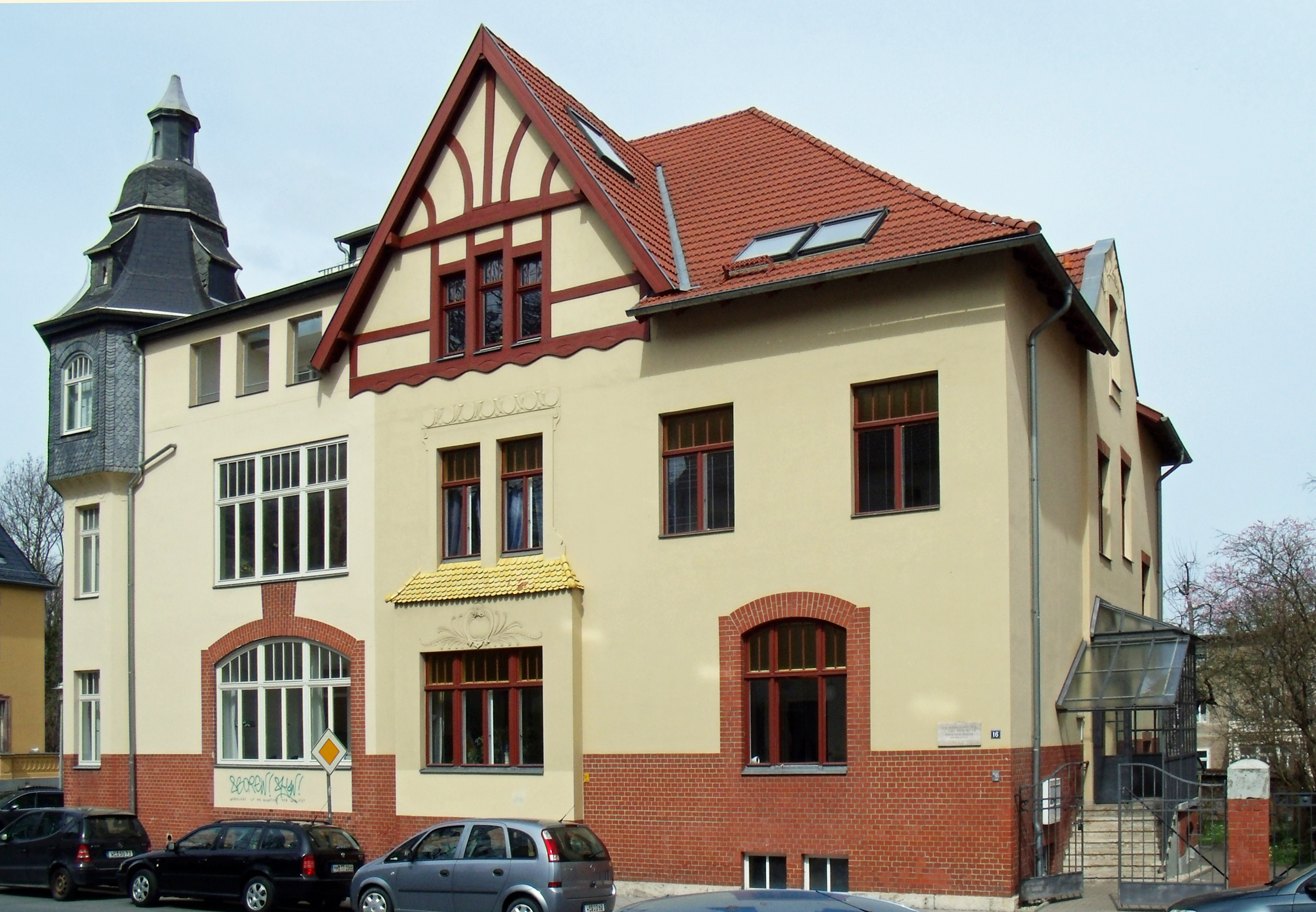
Gutenbergstraße 16 in Weimar

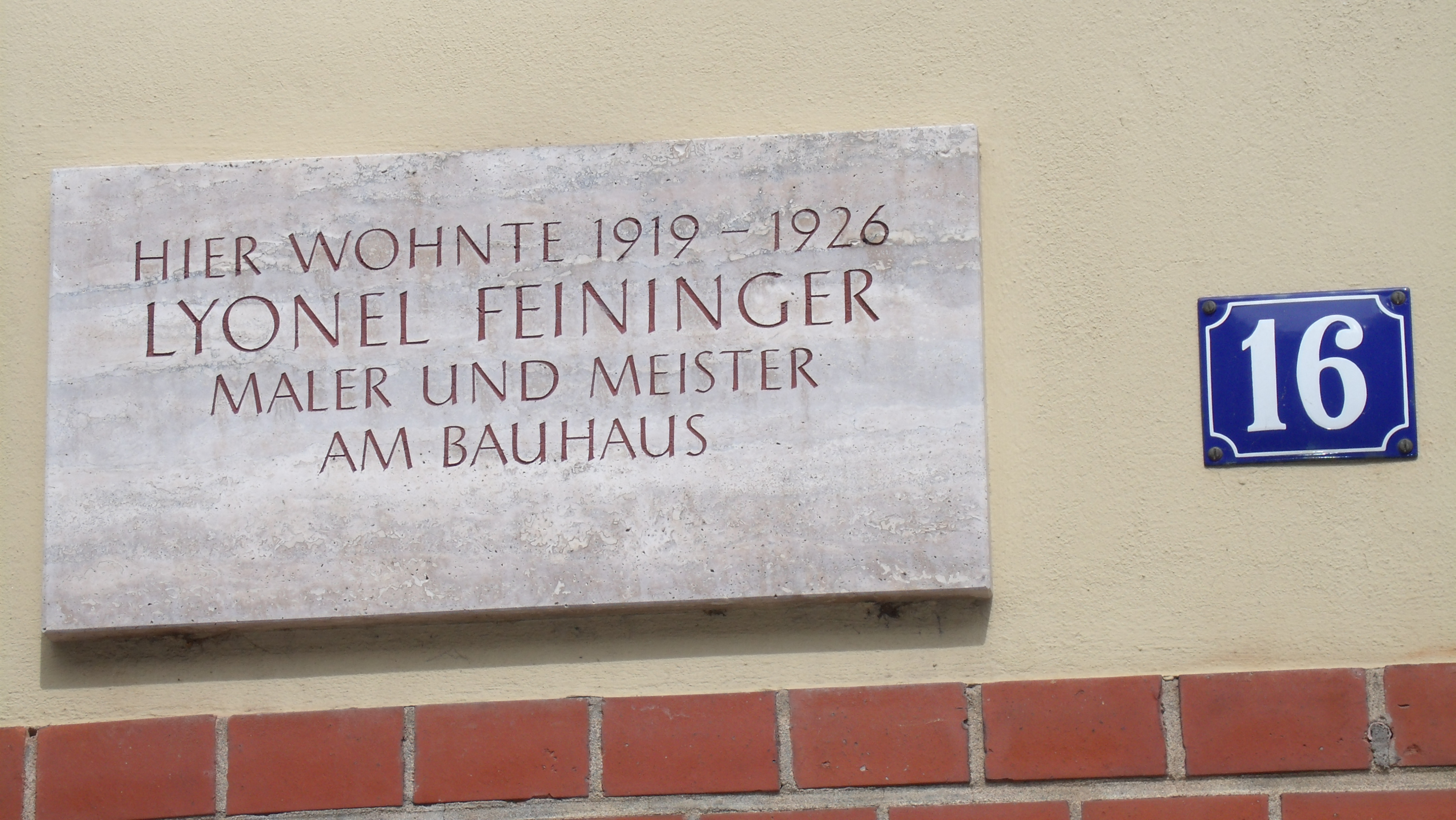
Gedenktafel für Lyonel Feininger an Gutenbergstraße 16 in Weimar

Das Gebäude Gutenbergstraße 16 ist dem Jugendstil zugehörig und war von 1919 bis 1926 ein bewohntes Wohnhaus des Bauhausmeisters Lyonel Feininger (1871–1956).
Seit 1906 war es in den Besitz der Familie von Fritsch, die dort auch wohnte. Es war praktisch die Entstehungszeit des Hauses. Der Vater von René Halkett, der Major Friedrich Freiherr von Fritsch hatte es für die Familie bauen lassen. Es wurde allerdings seit 1918 nicht mehr von der Familie von Fritsch bewohnt. Das Haus verblieb aber im Besitz der Familie von Fritsch. Letztlich wurde Halkett Vermieter Feiningers, der hier auch sein Atelier hatte.
Bemerkenswert ist das über Eck angeordnete mit Schiefer bedeckte Kuppeldach. Das aus Ziegelmauerwerk gemauerte Gebäude ist teilverputzt mit Stuckteilen in der Mitte der Fassade und unter dem Dachgiebel mit geschwungenem Fachwerk versehen. An der Fassade unten rechts befindet sich auch eine Gedenktafel für Lyonel Feininger. Feininger bewohnte mit seiner Familie die rechte Haushälfte. An dem Gebäude führt der Feininger-Radweg entlang.
Das Gebäude steht auf der Liste der Kulturdenkmale in Weimar (Einzeldenkmale).